# Laura K. Sindberg
Laura K. Sindberg (* 19. Dezember 1958) ist eine US-amerikanische Musikpädagogin.
Sinberg studierte an der University of Wisconsin–Milwaukee mit den Abschlüssen als Bachelor und Master of Fine Arts. Sie leitete die Bands der Roosevelt Middle School of the Arts und später der Central Middle School in Waukesha und ist Professorin für Musik an der University of Minnesota. Sie war seit 1990 am Programm Comprehensive Musicianship through Performance beteiligt, das das Ziel verfolgt, junge Musiker durch praktische Musikausübung auszubilden, und verfasste dazu das Buch Buch Just Good Teaching: Comprehensive Musicianship through Performance in Theory and Practice. 1994 gründete sie das Central Bands Commissioning Project, das das Ziel verfolgt, neue Werke durch Musikstudenten zur Aufführung zu bringen und ihnen dadurch Einblicke in den Kompositionsprozess zu gewähren. Als Komponisten beteiligten sich u. a. Pierre LaPlante, Rick Kirby, Hugo Hartig, Jack Stamp und Timothy Broege an dem Projekt. Sindberg war PR-Leiterin des Wisconsin Music Educators Association Council und ist Mitglied der Music Educators National Conference, der Wisconsin Music Educators Association, der American School Band Directors Association sowie der Waukesha Area Symphonic Band. 